# Cypholoron
Cypholoron é um género botânico pertencente à família das orquídeas (Orchidaceae).

## Lista de espécies
- Cypholoron convexum
- Cypholoron frigidum